# Aïn Makhlouf
Aïn Makhlouf (arabisch عين مخلوف, DMG ʿAin Maḫlūf) ist eine algerische Gemeinde in der Provinz Guelma mit 11.018 Einwohnern. (Stand: 1998)

## Geographie
Aïn Makhlouf wird umgeben von Oued Zenati im Norden und von Aïn Larbi im Osten.